# D.O.N.A.L.D.
D.O.N.A.L.D. är en tysk ankistförening. Förkortningen "Deutsche Organisation der Nichtkommerziellen Anhänger des Lauteren Donaldismus" blir direktöversatt "Den Tyska Organisationen av Icke-kommersiella Anhängare av den Rena Ankismen".

## Historik
Föreningen grundades i Hamburg 1977 och har enligt egen utsago 850 medlemmar, de flesta i mestadels tyskspråkiga länder.
Man ger ut tidskriften Der Donaldist, som fram till december 2011 utkommit i 141 ordinarie nummer och 57 specialutgåvor av varierande format och innehåll (bland annat som kalender).
D.O.N.A.L.D. publicerade åren 1995 till 1999 olika släktträd med anknytning till Disneys ankuniversum.